# Акве
Акве (лат. Aquae, грч. Ακυες) је некадашњи позноантички римски и раносредњовековни византијски утврђени град који је био лоциран поред обале Дунава, у близини дунавског лимеса, код данашњег места Прахово. Град је припадао провинцији Приобалној Дакији (лат. Dacia Ripensis) и био је епископско седиште са великим административним подручјем, како се наводи у XI новели цара Јустинијана.
Први епископ града Акве у списима је епископ Виталије 343. године. Током 6. века, епископи града Акве били су потчињен архиепископу Јустинијане Приме (лат. Iustiniana Prima). Савремена Тимочка епархија представља наследницу древне Аквенске епархије, а тимочки епископи су по том основу наслдници древних аквенских епископа.
Град Акве помиње се и у попису Прокопија из Цезареје места као седиште једног од дистрикта са 37 кастела. a на једном другом месту исти писац помиње Акве крај Дунава као градић који је обновио цар Јустинијан, када су га Авари разорили.
Град је у античком периоду имао значајно војни и трговачки значај. Са његових утврђења је контролисан прелаз преко Дунава код Великог острва. У његовом саставу је било и утврђено пристаниште.